# Maria Despas
Maria Despas (ur. 3 maja 1967 w Sydney) – australijska narciarka, specjalistka narciarstwa dowolnego. Jej największym sukcesem jest srebrny medal w jeździe po muldach wywalczony podczas mistrzostw świata w Whistler. Jej najlepszym wynikiem olimpijskim jest 21. miejsce w jeździe po muldach podwójnych na igrzyskach olimpijskich w Salt Lake City. Najlepsze wyniki w Pucharze Świata osiągnęła w sezonie 2000/2001, kiedy to zajęła 21. miejsce w klasyfikacji generalnej, w klasyfikacji jazdy po muldach była dziesiąta.
W 2003 r. zakończyła karierę.

## Osiągnięcia

### Igrzyska olimpijskie
| Miejsce | Dzień     | Rok  | Miejscowość    | Konkurencja      | Zwycięzca  |
| ------- | --------- | ---- | -------------- | ---------------- | ---------- |
| 23.     | 11 lutego | 1998 | Nagano         | Jazda po muldach | Tae Satoya |
| 21.     | 9 lutego  | 2002 | Salt Lake City | Jazda po muldach | Kari Traa  |

### Mistrzostwa świata
| Miejsce | Dzień       | Rok  | Miejscowość | Konkurencja      | Zwycięzca            |
| ------- | ----------- | ---- | ----------- | ---------------- | -------------------- |
| 27.     | 12 lutego   | 1991 | Lake Placid | Jazda po muldach | Donna Weinbrecht     |
| 25.     | 13 marca    | 1993 | Altenmarkt  | Jazda po muldach | Stine Lise Hattestad |
| 28.     | 18 lutego   | 1995 | La Clusaz   | Jazda po muldach | Candice Gilg         |
| 26.     | 8 lutego    | 1997 | Iizuna      | Jazda po muldach | Candice Gilg         |
| 17.     | 10 marca    | 1999 | Meiringen   | Jazda po muldach | Ann Battelle         |
| 5.      | 14 marca    | 1999 | Meiringen   | Muldy podwójne   | Sandra Schmitt       |
| 2.      | 19 stycznia | 2001 | Whistler    | Jazda po muldach | Kari Traa            |
| 17.     | 31 stycznia | 2003 | Deer Valley | Jazda po muldach | Kari Traa            |
| 5.      | 1 lutego    | 2003 | Deer Valley | Muldy podwójne   | Kari Traa            |

### Puchar Świata

#### Miejsca w klasyfikacji generalnej
- sezon 1990/1991: 68.
- sezon 1991/1992: 57.
- sezon 1992/1993: 45.
- sezon 1993/1994: 63.
- sezon 1994/1995: 58.
- sezon 1995/1996: 55.
- sezon 1996/1997: 70.
- sezon 1997/1998: 67.
- sezon 1998/1999: 29.
- sezon 1999/2000: 33.
- sezon 2000/2001: 21.
- sezon 2001/2002: 67.
- sezon 2002/2003: 57.

#### Miejsca na podium
Despas nigdy nie stanęła na podium zawodów Pucharu Świata.